# 田中信昭
田中 信昭（たなか のぶあき、1928年1月1日 - 2024年9月12日）は、日本の合唱指揮者。東京混声合唱団の創立者。新潟県出身。東京藝術大学講師、桐朋学園大学客員教授、国立音楽大学招聘教授を歴任。
作曲家と協力して日本の合唱音楽の創造に尽くし、400曲以上に渡る合唱曲の初演の指揮を行った。

## 人物・来歴
旧制大阪高校中退。合唱部の後輩に作曲家の多田武彦がいる。1951年、中学校教員を退職し、NHK大阪放送合唱団へ入団。指揮者であった森本芳雄の死去により急遽指揮者を務めたことが指揮者デビューとなる。1952年、東京藝術大学音楽学部声楽科に進学。声楽をネトケ＝レーヴェ、指揮法をクルト・ヴェスの各氏に師事する。
1956年、東京藝術大学学生有志により、東京混声合唱団を創立。常任指揮者となる。同年3月31日の東京藝術大学卒業式の晩、「第1回定期演奏会」が行われた。1997年には同団の桂冠指揮者、2007年には音楽監督・理事長に就任する。2014年、音楽監督を退任。後任には山田和樹が就任した。
その他、法政大学アリオンコール、合唱連盟虹の会など、学生・アマチュア合唱団での指導を精力的に続けている。
1986年毎日芸術賞、2005年度朝日現代音楽賞、2010年エクソンモービル音楽賞受賞、2000年勲四等瑞宝章受章、2016年文化功労者選出。
2024年9月12日、心臓死のため千葉県の自宅で死去した。96歳没。

## 出演番組
- 音楽図書館「合唱の部屋」（NHK-FM）

## ディスコグラフィー
- 小鍛冶邦隆作品集II　銀色夏生の詩による「マドリガル 或いは愛の寓意 I～VI」（ALM RECORDS）
- 柴田南雄 合唱のためのシアター・ピース（日本伝統文化振興財団）
- 日本合唱曲全集　優しき歌・第二 柴田南雄作品集（日本伝統文化振興財団）
- 日本合唱名曲シリーズ13　中田喜直 海の構図・都会・昇天（キングレコード）
- 児童合唱組曲名曲選　島こども歌1 林光作品集（ビクターエンタテインメント）
- 長くて短い六つの歌・いつも風流れる川 桜楓合唱団ライブ（ビクターエンタテインメント）
- 日本合唱曲全集　嫁ぐ娘に 三善晃作品集1（日本伝統文化振興財団）
- 日本合唱曲全集　三つの抒情 三善晃作品集3（日本伝統文化振興財団）
- 児童合唱組曲名曲選　オデコのこいつ 三善晃作品集1（ビクターエンタテインメント）
- 児童合唱組曲名曲選　風のとおりみち 三善晃作品集2（ビクターエンタテインメント）
- 狐のうた 三善晃児童合唱作品集（Giovanni）
- 遠い島の友へ…（フォンテック）
- 現代日本の合唱曲1995（フォンテック）
- さまざまな“合唱の美”（フォンテック）
- 日本合唱名曲シリーズ〈児童合唱編〉6　オデコのこいつ・マンモスの墓・チコタン（キングレコード）
- 日本合唱名曲シリーズ〈児童合唱編〉7　ヴォイス・フィールド・東北地方のわらべうたによる九つの女声合唱曲より・東北地方のおもちゃうた・自然について（キングレコード）

## 著作
- 「クリスマス合唱曲集」（カワイ楽譜、1963年刊）（編曲）
- 「絶対! うまくなる 合唱100のコツ」（ヤマハミュージックメディア、2014年刊）

## 作・編曲
- パラリンピック讃歌（作詞作曲、作詞は門えりお名義）
- 男声合唱組曲「秋に」（高田敏子作詩）
- 大阪市立東住吉中学校校歌（作曲）[7]
- われら若人（梁田貞作曲、混声四部合唱編曲）[注釈 1]